# Placosoma cipoense
Placosoma cipoense — вид ящірок родини гімнофтальмових (Gymnophthalmidae). Ендемік Бразилії.

## Поширення і екологія
Placosoma cipoense мешкають в горах Серра-ду-Еспіньясу в штаті Мінас-Жерайс, зокрема в горах Серра-ду-Сіпо і Піко-ду-Ітамбе. Вони живуть на кам'янистих луках кампос-рупестрес, серед скель або в невисоких галерейних лісах. Зустрічаються на висоті від 900 до 1300 м над рівнем моря.

## Збереження
МСОП класифікує цей вид як такий, що перебуває під загрозою зникнення. Placosoma cipoense загрожує знищення природного середовища.